# Шентвид при Заводњу
Шентвид при Заводњу (словен. Šentvid pri Zavodnju) је насељено место у општини Шоштањ, Савињска регија, Словенија.

## Историја
До територијалне реорганизације у Словенији био је у саставу старе општине Велење.

## Становништво
У попису становништва из 2011. године, Шентвид при Заводњу је имао 40 становника.
| Број становника према пописима | Број становника према пописима | Број становника према пописима |
| ------------------------------ | ------------------------------ | ------------------------------ |
| 1991                           | 2002                           | 2011                           |
| 36                             | 46                             | 40                             |

Напомена: До 1955. исказивано под именом Свети Вид при Заводњу.